# Église Notre-Dame de Beauvoir de Grambois
L’église Notre-Dame de Beauvoir de Grambois est une église bâtie au XIVe siècle.

## Histoire
En 1050, une charte mentionne une « villa », probablement un établissement du haut Moyen Âge. Le chanoine Randulfe fait dont de tout ce qu'il possède dans le comté d'Aix, près de Grambois, aux chanoines de Notre-Dame d'Avignon, en 1027.
L'église est citée la première fois en 1096 dans un privilège accordé par le pape Urbain II à l'abbaye Saint-André-lès-Avignon et qualifie Grambois d'oppidum. L'église est citée de nouveau dans une confirmation par le pape Innocent II, en 1143, puis en 1165 dans un pacte passé en 1165 entre l'archevêque d'Aix-en-Provence Pierre IV et l'abbé de Saint-André, Pons. L'église est mentionnée en 1227, 1274 et 1351.
Dans un procès-verbal de visite pastorale du 28 avril 1343, l'archevêque d'Aix Armand de Narcès constate que l'église est trop petite pour la population malgré l'adjonction de tribunes et demande l'agrandir dans les trois ans. À la suite d'un legs de noble Sanche Botine, en 1348, fondation de la chapelle Saint-Jean-Baptiste, au sud de la quatrième travée de la nef.
La région s'enrichit avec l'installation de la papauté à Avignon. La reine Jeanne concède en 1360 la seigneurie de Grambois à un neveu du pape Innocent VI, Guy Albert.
Dans deux visites pastorales, en 1423 et 1486, l'église est déclarée en bon état. Au XVIe siècle, l'église est déclarée trop petite. À la suite d'un long procès entre la commune et le prieur Jean-Baptiste de Laigue d'Oraison, évêque d'Oraison, la commune passe un marché le 21 janvier 1545 avec Jacques Jehan, maçon de La Tour-d'Aigues, pour agrandir l'église. Un compromis est passé le 24 janvier 1560. Il est prévu de remplacer les trois chapelles latérales donnant sur les trois premières travées de la nef par un bas-côté au sud, entre le mur de la façade de l'église et la chapelle Saint-Jean-Baptiste. Jacques Jeahan doit aussi réaliser des combles en charpente au-dessus des voûtes de la nef, ce qui impose de rehausser le clocher. Les travaux avancent rapidement. L'évêque trouve l'église en bon état en 1582.
En 1589, en raison des troubles de la fin du XVIe siècle, le seigneur de Grambois, Jean de Gautier, établit un programme de fortification du village. Une tour avec une chambre voûtée est élevée au-dessus du chœur. Les parties hautes de l'église sont modifiées pour ajouter des défenses. La maison claustral située contre l'église est transformée en château. Les travaux sont confiés au maçon de La Tour d'Aigues Nicolas Bérard. Il a aussi refait la grande porte de l'église « avec deux pilastres et cornisse ». 

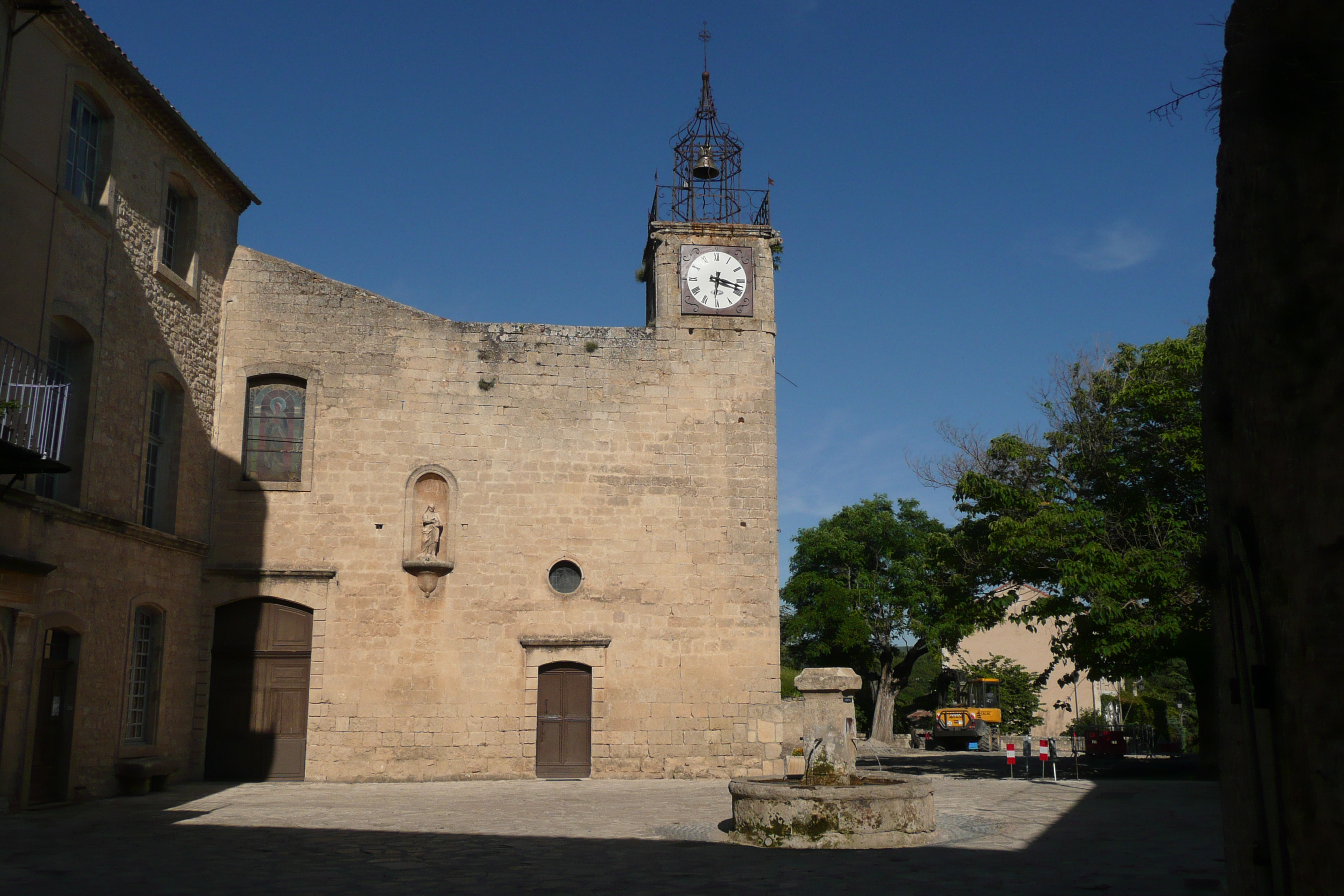
La façade et le clocher avec l'horloge surmonté du campanile en fer forgé.

La sacristie est construite en 1657 contre le flanc sud du chœur. Trois chapelles latérales sont ajoutées côté nord de la nef au cours du XVIIe siècle.
L'église est gravement endommagée par le tremblement de terre de 1708. La voûte en berceau qui s'est écroulée est reconstruite ainsi que les parties hautes. La façade est aussi reconstruite et on lui adjoint un petit clocher destiné à l'horloge. Un campanile en fer forgé y est ajouté au XIXe siècle. La partie de la sacristie dont la voûte s'est effondrée est reconstruite en 1855.

## Protection
L'église est inscrit au titre des monuments historiques le 29 janvier 2001.

## Description
Les trois premières travées de la nef appartiennent à l'église romane d'origine. Elles datent de la seconde moitié du XIIe siècle. La disposition d'origine de la partie orientale n'est pas connue. C'était probablement une abside en hémicycle plus étroite que la nef comme la plupart des priorales de la région. La quatrième travée de la nef doit avoir repris les dispositions primitives de la nef romane avec une voûte en berceau brisé. L'ajout de cette quatrième travée à la nef est peut-être lié à la sentence de 1343 en reprenant le style des travées précédentes. Des investigations faites sous cette travée en 1986 ont permis de trouver un caveau funéraire creusé dans le rocher.
Les murs gouttereaux ont été construits avec des arcs de décharge pour les renforcer. Ces arcs de décharge sont constitués de deux rouleaux en cintre légèrement brisé comme on peut le constater côté nord dans les 2e et 2e travée où ils n'ont pas été refaits après la tremblement de terre de 1708. Les arcs de décharge côté sud ont été reconstruits au XVIe siècle en même temps que le collatéral sud. L'arc de décharge de la première travée côté nord a été refait en 1661 en même temps que la chapelle latérale dédiée à sainte Anne. Après l'effondrement de 1708, on a ouvert de larges fenêtres dans les trois premières travées du mur gouttereau sud.
Dans les pilastres de la troisième travée qui se trouvaient à l'origine à la séparation avec le chœur roman se trouvent encastrés des colonnettes doubles. Leur style archaïque peuvent les faire remonter au XIe siècle, à l'époque de la première mention de l'église.
Côté nord, la première chapelle latérale a été construite en 1661. Elle est couverte d'une voûte en berceau. La deuxième chapelle est couverte d'une voûte d'ogives retombant sur des culots de style classique. La troisième chapelle est plus profonde que les autres. Elle est couverte par une voûte d'ogives datant du XVIIe siècle.
Le chœur rectangulaire est un peu moins large que la nef, avec une voûte plus basse. C'est une construction de style gothique. Il a probablement été construit après la visite pastorale de 1343. Il a été construit sur un important soubassement dû à la pente du terrain.

## Mobilier
L'église possède un polyptyque de saint Jean-Baptiste de l'école provençale daté de 1519. Une inscription précise qu'il a été commandé par les frères Elzéar et Pierre Asse et leur cousin Claude, notables de Grambois.
Côté sud se trouve une toile du XVIIe siècle représentant la Glorification de la Vierge priée par saint Pancrace et saint Christophe et deux évêques à genoux, probablement saint Léger et saint Blaise. Il peut s'agir de l'ancien tableau du maître autel.